# Leon Cave
Leon Cave (* 24. září 1978 Northwich) je anglický rockový hudebník. Od roku 2013 působí jako bubeník anglické rockové skupiny Status Quo. Dále působí jako sezonní muzikant hrající na kytaru a baskytaru.

## Kariéra
Roku 1988 navštívil festival "Monsters of Rock", kde se rozhodl, že se stane bubeníkem. Ve čtrnácti letech začal působit v kapele s názvem Soul Drain. Dále hrál v kapelách Zen Baseballbat, Texas Chainsaw Orchestra, Hudson Swan a Carnival Messiah a spolupracoval s producenty, mezi kterými byli Gregg Jackman, Bruce Wood, Charlie Russel, Howard Gray, John Fortis, Cutfather & Joe, Lee Smith a The Futz Butler. V roce 2007 při návštěvě svatby obdržel nabídku od kapely Macara, která akutně sháněla bubeníka a Leon souhlasil. Zde se seznámil s Francisem Rossim, který byl manažerem kapely. V roce 2009 byl Rossim pozván, aby se podílel na jeho sólovém albu One Step At A Time a na jeho následném turné roku 2010. V prosinci roku 2012 oznámil Matt Letley, bubeník Status Quo, že kapelu opouští. Na začátku roku 2013 ještě odehrál pár koncertů, než byl jako náhrada vybrán Leon Cave. Svůj první koncert se Status Quo odehrál 25. května 2013 v německém Frankfurtu. Podílel se s kapelou na albech Aqoustic (Stripped Bare) z roku 2014, Aquostic II: That's a Fact z roku 2016 a Backbone z roku 2019, na kterém se podílel i jako autor písně "Falling off the World".

## Soukromý život
Leon Cave vyrůstal v muzikantské rodině. Jeho otec byl zpěvák a kytarista, který koncertoval pět nocí v týdnu. Rodiče Leona i jeho bratra brali na koncerty s sebou, takže považuje za přirozené, že se stal hudebníkem. Ačkoliv hraje na bicí, Francis Rossi o něm řekl, že je lepší kytarista než všichni ostatní v kapele. Dle jeho vlastních slov patří mezi jeho největší záliby krom hudby - hudba, která je mu životem. Sbírá nahrávky a navštěvuje různé koncerty. Krom hudby je také velkým fanouškem Formule 1 a zajímá se o letadla.

## Vybavení
Jeho prvním bicím setem byly bílé Premier Royale, které používal do svých osmnácti let. Poté přešel na set značky Yamaha. Při koncertech Status Quo používá set značky Spaun a Noonan a činely značky Paiste.